# Première guerre macédonienne
Pour les articles homonymes, voir Guerre macédonienne.
Sauf précision contraire, les dates de cet article sont sous-entendues « avant l'ère commune » (AEC), c'est-à-dire « avant Jésus-Christ ».
Guerres de Macédoine
La première guerre macédonienne (214 à 205 av. J.-C.) oppose la République romaine, qui livre alors la deuxième guerre punique contre Carthage, et le royaume de Macédoine sous le règne de Philippe V. Elle est la première des quatre guerres de Macédoine. Les causes de ce conflit sont notamment l'expansionnisme macédonien en Illyrie dont une partie est alors sous protectorat romain. Philippe et Hannibal Barca ont par ailleurs conclu un traité d'aide mutuelle ; tandis que les Romains ont obtenu l'aide de la Ligue étolienne et de Pergame. Le traité de Phœnicé qui termine cette guerre mineure s'avère favorable aux Macédoniens.

## Causes de la guerre

### La question illyrienne
En 217 av. J.-C., Philippe V, qui vient d'apprendre la victoire d'Hannibal au lac Trasimène, se tourne vers l'Illyrie dont Démétrios de Pharos (qui devient son conseiller) vient d'être chassé par les Romains à l'issue de la deuxième guerre d'Illyrie. Les affaires illyriennes sont déjà intervenues dans la politique macédonienne : vers 220, le stratège de Corinthe, Taurion, a fait franchir l'isthme aux Illyriens, alors occupés à pirater dans les Cyclades, afin de nuire aux Étoliens. Philippe dirige une expédition en Illyrie prétextant que le dynaste Scerdilaidas ait rejoint la cause des Étoliens et mené des incursions en Macédoine. Polybe écrit que le roi de Macédoine a pour projet de débarquer ensuite en Italie pour se joindre à Hannibal ; mais cette thèse parait tout à fait discutable. Il fait construire une flotte légère afin de faire débarquer ses troupes pour s'attaquer à Apollonie alors sous protectorat romain (hiver 217). L'opération échoue piteusement alors que des renforts romains s'approchent. Philippe regagne alors la Mer Égée mais espère toujours pouvoir étendre ses ambitions en Illyrie.

### L'alliance entre Philippe V et Hannibal

L'Illyrie vers 220 av. J.-C.

En 215, Rome et Carthage se livrent la deuxième guerre punique depuis trois ans. Hannibal a déjà vaincu trois fois les armées consulaires et semble pouvoir l'emporter : après la bataille de Cannes, la puissance romaine semble totalement laminée. L'alliance passée entre Philippe et Hannibal ne peut se comprendre qu'en étudiant la situation de l'Illyrie. Le royaume est aux mains de Démétrios de Pharos, nommé régent, ancien allié des Romains (avec lesquels il a rompu en 224). En 219, alors que la guerre contre Carthage en Espagne se prépare, les Romains envoient une expédition pour chasser Démétrios des îles dalmates et s'installent en Illyrie. Pendant ce temps, Philippe déclare la guerre aux Étoliens. La Guerre des Alliés (220-217 est marquée par le sac du sanctuaire fédéral de Dodone en Épire par les Étoliens, puis, en représailles, par celui du sanctuaire fédéral de Thermos en Étolie par les Macédoniens.
Philippe envoie donc des ambassadeurs à Hannibal pour signer un traité d'alliance. En échange de l'aide de la Macédoine, Carthage s'engage, après une éventuelle victoire contre Rome, à aider Philippe dans sa conquête de la Grèce, notamment en jetant les Romains hors de l'Illyrie. L'accord se fait et les ambassadeurs repartent vers la Macédoine. Alors qu'ils font voile vers leur pays avec des ambassadeurs carthaginois, ils sont arraisonnés par la flotte romaine commandée par Publius Valerius Flaccus. Tous sont arrêtés et envoyés au Sénat. Pour contrer la menace d'une invasion macédonienne, il est décidé de monter une flotte de 55 vaisseaux et d'envoyer avec ces navires le préteur Marcus Valerius Laevinus en Macédoine. Pendant ce temps, une seconde ambassade de Macédoniens parvient à rapporter à Philippe l'accord d'Hannibal pour une alliance entre les Carthaginois et les Macédoniens.

## Déroulement

### Les premières opérations
Après l'hivernage des armées romaines et macédoniennes, la guerre commence véritablement en 214. Les premiers assauts sont l'œuvre de Philippe V qui s'empare d'Oricum et menace Apollonie, alliées de Rome. Oricum est rapidement reprise et les Romains parviennent à pénétrer dans Apollonie qui est assiégée. La nuit suivante, ils organisent une sortie avec l'armée d'Apollonie et parviennent subrepticement à pénétrer dans le camp macédonien. L'armée macédonienne est massacrée dans son sommeil et Philippe ne se sauve que de justesse. Empêché par les navires romains de gagner la mer, il retourne en Macédoine avec les restes de son armée. D'autres opérations ont lieu en 213 et 212, permettant à Philippe de soumettre Lissos et sa région et de menacer le protectorat romain.

### L'enlisement du conflit
Les Romains, incapables d'envoyer des renforts suffisant en Illyrie pour repousser les Macédoniens, cherchent alors des alliés en Grèce pour les épauler. En 211, Laevinus traite avec la Ligue étolienne pour que celle-ci entre en guerre contre Philippe V. En échange, il promet l'aide de Rome pour que les Étoliens s'emparent de l'Acarnanie. Rapidement, les Romains s'emparent de l'île de Zante et des cités d'Œniadæ et Nasos, qu'ils livrent aux Étoliens. Ceux-ci  s'arment en 210 pour attaquer l'Acarnanie mais les Acarnaniens appellent Philippe, et les Étoliens sont obligés d'abandonner leurs projets. Cette même année Laevinus est rappelé à Rome car il a été élu consul. Il est remplacé par Sulpicius. 
La guerre dure jusqu'en 208, date à laquelle divers États hellénistiques tentent d'établir la paix entre Philippe et les Étoliens. Le but de cette tentative est de parvenir à limiter l'interventionnisme de Philippe, du roi Attale Ier et des Romains dans les affaires de la Grèce. Cependant, enhardis par la présence proche des Romains à Naupacte et d'Attale en Eubée, les Étoliens font échouer les discussions et Philippe quitte furieux l'assemblée de la Ligue achéenne qui sert de cadre aux négociations. Peu de temps après il remporte une victoire contre l'armée romaine en la surprenant alors qu'elle pillait la région située entre Sicyone et Corinthe. Soutenu par les Achéens, il tente ensuite de s'emparer d'Élis. Cette cité a en effet appelé les Étoliens pour se détacher de la Ligue achéenne. Alors qu'il approche de la ville, les Éléens et les Étoliens font une sortie en profitant de l'aide apportée par les Romains qui avaient pénétrés subrepticement dans la ville. Durant le combat, Philippe est près d'être tué. Son armée est vaincue et est obligée de fuir. Alors qu'il campe dans les environs de la ville, Philippe est obligé de rentrer en Macédoine avec son armée car la tranquillité de son État est menacée par des nations ennemies.
En 207 les combats reprennent. Les Romains, aidés d'Attale, s'emparent d'Oreos en Eubée mais échouent devant Chalcis. De l'autre côté, Philippe a plus de réussite car il chasse les Étoliens qui bloquent le défilé des Thermopyles, jusqu'à Héraclée. Ensuite il chasse Attale qui vient de s'emparer de la ville d'Oponte. D'autres villes sont soumises. L'année est donc plutôt favorable à Philippe, même si aucun combat décisif n'est engagé contre les Romains. De plus Attale est obligé de rentrer dans son royaume avec son armée car Prusias, roi de Bithynie a envahi son royaume.

### Le traité de paix
Les Romains délaissent leurs alliés étoliens pour se consacrer à la deuxième guerre punique contre Hannibal. Philippe parvient alors à l'emporter sur les Étoliens qui sont contraints, en 205 av. J.-C., de signer un traité séparé, favorable à Philippe. La même année, le proconsul Publius Sempronius traite avec Philippe et la paix est signé à Phœnicé. Ce traité partage entre Rome et la Macédoine une portion de l'Illyrie afin de « combattre la piraterie ».
Le traité de paix de 205 est à l'avantage de Philippe qui reçoit une partie du protectorat romain d'Illyrie. Ce traité concerne également l'ensemble de leurs alliés respectifs, mais rien ne prouve que Rome soit censée secourir ses alliés en cas de violation du traité. Certains historiens modernes considèrent que ce traité n'est qu'une trêve dans un conflit à long terme, une trêve contenant assez d'équivoques pour que les Romaines puissent intervenir contre la Macédoine. Quoi qu'il en soit, Philippe sort vainqueur de cette guerre, ayant considérablement affaibli les Étoliens (alors plongés en pleine crise sociale) et s'étant étendu en Illyrie avec l'obtention d'un débouché sur la Mer Adriatique. Les Romains, qui sont d'abord intervenus pour faire face à une coalition entre Philippe et Hannibal, délaissent pour un temps les affaires d'Europe ; mais les ambitions de Philippe en Méditerranée orientale, foyer traditionnel des conflits entre États hellénistiques, ramènent à nouveau les Romains en Grèce.

## Bilan
Si en 214 les Romains s'attaquent à Philippe, ils se contentent par la suite de servir de force d'appoint aux Étoliens. Ils ne cherchent pas à mener une guerre de conquête mais à empêcher Philippe de s'attaquer à l'Italie, même si ce projet n'est pas complètement avéré. La défaite en 205 des Étoliens marque ce retrait romain. L'intérêt de Rome n'est donc pas la conquête, mais plutôt de garder la Macédoine, les cités-États et ligues grecques soigneusement divisées, donc moins menaçantes. Ce conflit mineur ouvre le chemin de l'intervention romaine en Grèce durant la deuxième guerre de Macédoine.

### Sources antiques
- Appien, Histoire romaine, IX.
- Tite Live, Histoire romaine.
- Polybe, Histoires [détail des éditions] [lire en ligne]